# Cerastoderma elegantulum
Cerastoderma elegantulum är en musselart som beskrevs av Beck 1842. Cerastoderma elegantulum ingår i släktet Cerastoderma och familjen hjärtmusslor. Inga underarter finns listade i Catalogue of Life.